# John Harley
Pour les articles homonymes, voir Harley.
John Harley est un footballeur écossais et uruguayen, né le 5 mai 1886 à Glasgow et mort le 15 mai 1960.
En 1911, John Harley quitte Buenos Aires et arrive au quartier montévidéen de Peñarol pour travailler dans l'entreprise de chemin de fer. Il est Écossais et il joue très bien au football. Il intègre le CURCC, club qui est à l'origine du Club Atlético Peñarol. On lui attribue le fait d'avoir révolutionné la technique de jeu des Uruguayens avec le passage du jeu à l'anglaise, fait de longs ballons aériens, au jeu à l'écossaise, qui progresse par passes courtes et rasantes. Il a aussi introduit des dispositifs tactiques qui définissent les positions des joueurs de manière à favoriser le développement du jeu par le relais des passes. 
Il est enterré dans le cimetière britannique de Montevideo.

## Clubs
- 1906-1908 :  Club Ferro Carril Oeste
- 1909-1920 :  Club Atlético Peñarol

## Source
- 100 años de gloria, page 46, Atilio Garrido, édité par l'AUF, Asociacion Uruguaya de Futbol, 2000.